# Cuto
Cuto és un personatge de ficció de còmic creat per Jesús Blasco el 1935, al llarg de la dècada de 1940 es va publicar a les pàgines de la revista Chicos. El personatge va protagonitzar també breus historietes humorístiques autoconclusives, i una sèrie de contes, i fins a una novel·la per lliuraments escrits per Javier Olavide a la mateixa revista. És el nen aventurer més emblemàtic del còmic espanyol (comparat per alguns comentaristes amb Tintín, amb el qual també comparteix el gust pels pantalons bombatxos).
El personatge també es va traduir al català a alguns números de la revista L'Infantil, a partir del número 16 de la segona època.

## Edicions
A part de l'edició original, poden citar-se les realitzades per Ediciones Vértice (1965), Espolique (1973), Colectivo 9º Arte (1979), Revival Comics i Amigos de la Historieta (1983).